# スロベニアの世界遺産
スロベニアの世界遺産はユネスコ世界遺産に登録されているスロベニア国内の文化・自然遺産の一覧。

## 文化遺産
- アルプス山脈周辺の先史時代の杭上住居群 - （2011年）
- 水銀の遺産アルマデンとイドリヤ - （2012年）
- リュブリャナのヨジェ・プレチニック作品 と　都市計画 - （2021年）

## 自然遺産
- シュコツィアン洞窟群 - （1986年）

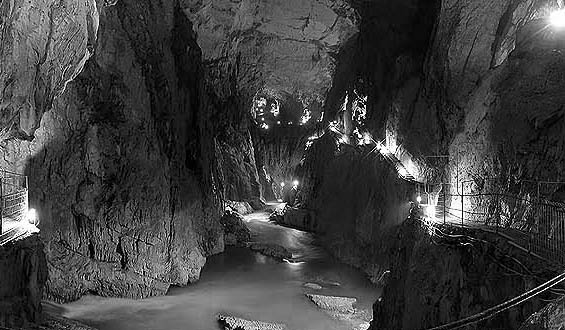
シュコツィアン洞窟群

- カルパティア山脈とヨーロッパ各地の古代及び原生ブナ林 - （2007年、2011年・2017年・2021年拡大、17カ国と共有）

## 暫定リスト
暫定リストに登録しているのは、以下の3件で、文化遺産として申請予定である。
- 古典的カルスト（Classic Karst, 1994年）
- ボーヒニのフジナ丘陵（Fuzina Hills in Bohinj, 1994年）
- フラニャのパルチザン病院（Franja Partisan Hospital, 2000年）